# Velleius
Velleius är ett släkte av skalbaggar som beskrevs av George Samouelle 1819. Velleius ingår i familjen kortvingar.
Släktet innehåller bara arten Velleius dilatatus.